# Raquel Villaécija
Raquel Villaécija Ruiz (Madrid, 1981) es una periodista y fotógrafa española que ha trabajado como redactora para diversos medios como El Mundo, Al Jazeera y Expansión, como corresponsal en París y en múltiples proyectos relacionados con la actualidad en África.

## Trayectoria
Villaécija obtuvo la licenciatura de periodismo en la Universidad Complutense de Madrid (UCM) y cursó un Máster en fotografía documental impartido en el Centro Internacional de Fotografía y Cine EFTI en 2009. Trabaja como periodista freelance y ha publicado reportajes en El Mundo, El Confidencial, Al Jazeera, Jotdown Magazine, Descubrir el Arte o Yo Dona. Ha desarrollado su actividad profesional en países como la República Centroafricana, Ruanda, la República Democrática del Congo o Birmania. Ha sido corresponsal en París para el diario económico Expansión y para el periódico El Mundo, y también ha trabajado para Globomedia, La Sexta y el medio digital Acuerdo.
Destacan sus trabajos como fotoperiodista y como autora de webdocs. Villaécija es coautora de En el corazón de la censura (2011), que hizo en colaboración con Reporteros Sin Fronteras, y que trata sobre la censura informativa a la que se ve sometida la ciudadanía de países como México, la República Democrática del Congo, Rusia, China o Irán. Ha trabajado en X-ray of Spanish Development Aid (2013), sobre el drástico descenso del presupuesto de España en ayuda al desarrollo y sus consecuencias. Además, es una de las responsables del documental web Fueling the War (2015), junto a Alberto Rojas, un proyecto que denuncia el negocio de la guerra a través del análisis y las técnicas del periodismo de datos usando los conflictos del Congo.
Otros de los trabajos que ha realizado Villaécija son el diseño del curso Reportajes Audiovisuales: Periodismo para medios digitales (2016), junto al fotógrafo de El Mundo y Premio Ortega y Gasset Alberto di Lolli, y la Escuela de Periodismo de Unidad Editorial. También fue la impulsora del programa especial de El objetivo de Ana Pastor en Beirut.

## Reconocimientos
Su artículo Navidad en Congo participó en el proyecto de webdocumental publicado en El Mundo y becado en 2013 por los European Journalism Grants, financiado por la Fundación Bill y Melinda Gates. Villaécija fue finalista de la II Edición del Premio Gabriel García Márquez de Periodismo en 2014 por Radiografía a la cooperación española al desarrollo, presentado junto a Marcos García Rey y Mar Cabra, Máster en Periodismo de Investigación, Datos y Visualización de El Mundo y la Universidad Rey Juan Carlos.
Recibió en 2016 el primer premio de la I Edición del Premio de Periodismo ADELTA, que otorga la Asociación Empresarial del Tabaco, por su reportaje Cómo vender el humo prohibido publicado en el diario El Mundo. Dos años después, en 2018, fue galardonada con el premio Promarca a la mejor pieza periodística por su artículo Nacer, crecer, reproducirse... ¿y morir? Así son las estaciones de las marcas, también publicado en El Mundo. Ese mismo año, también se hizo con el premio de Periodismo AECOC que otorga la Asociación de fabricantes y distribuidores por un trabajo que aborda los cambios que ha experimentado en la última década el comercio y el gran consumo.

## Obra
- 2011 – En el corazón de la censura. Reporteros Sin Fronteras.
- 2013 – X-ray of Spanish Development Aid. El Confidencial. European Journalism Centre.
- 2015 – Fueling the War. El Mundo. Al Jazeera English.